# Маунт-Айза

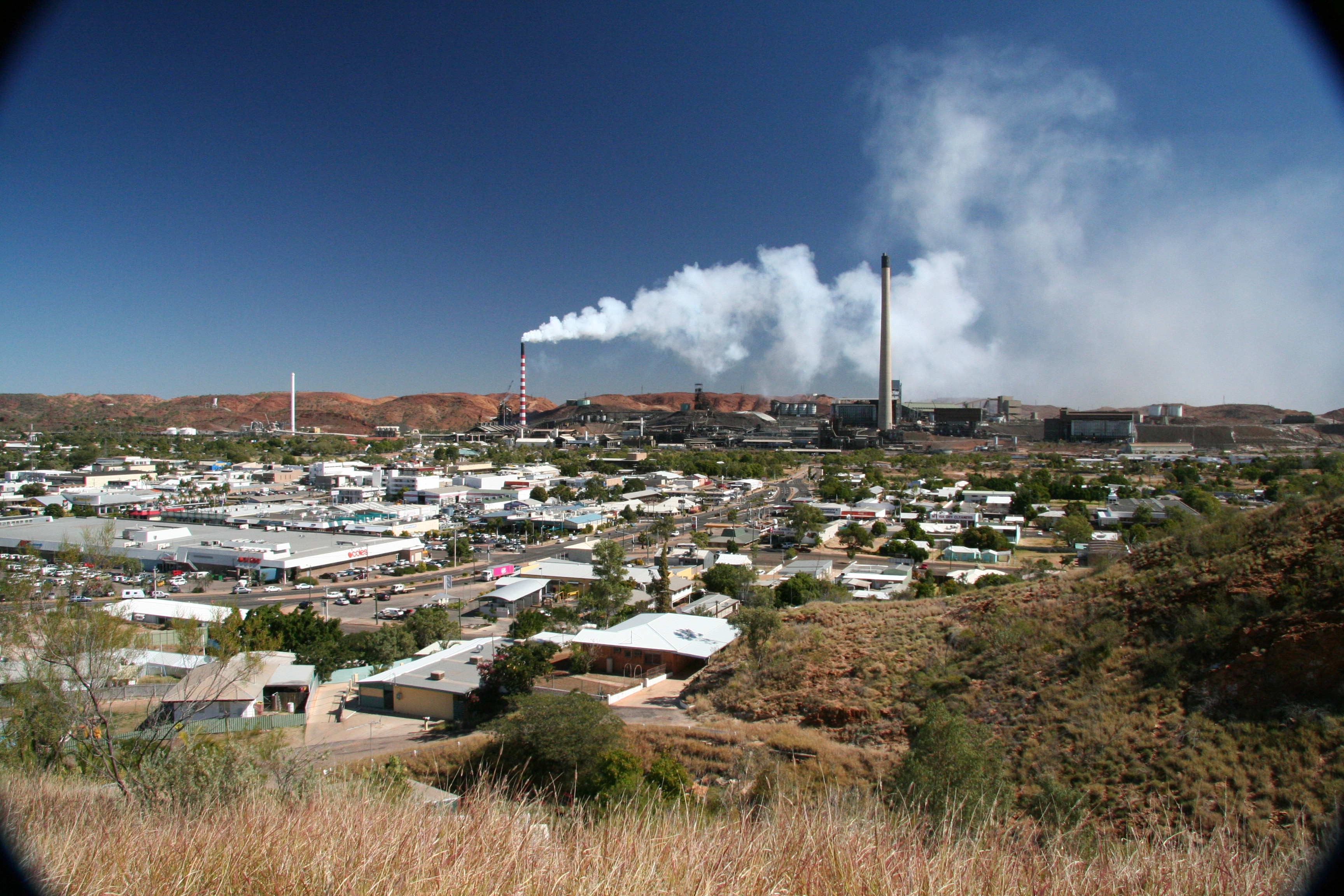
Панорама міста Маунт-Айза

Маунт-Айза (англ. Mount Isa,Гора Айза) — місто в північно-західній частині австралійського штату Квінсленд, центр однойменного району місцевого самоврядування. Населення міста за оцінками на 2008 рік становило приблизно 21 500 чоловік. Найближчі великі міста — Таунсвілл (розташований за 800 кілометрів на схід) і Аліс-Спрингс (розташований за 700 кілометрів на південний захід).

## Клімат
Місто знаходиться у зоні, котра характеризується кліматом помірних степів та напівпустель. Найтепліший місяць — січень із середньою температурою 30.6 °C (87 °F). Найхолодніший місяць — липень, із середньою температурою 16.7 °С (62 °F).
| Клімат Маунт-Айзи       | Клімат Маунт-Айзи | Клімат Маунт-Айзи | Клімат Маунт-Айзи | Клімат Маунт-Айзи | Клімат Маунт-Айзи | Клімат Маунт-Айзи | Клімат Маунт-Айзи | Клімат Маунт-Айзи | Клімат Маунт-Айзи | Клімат Маунт-Айзи | Клімат Маунт-Айзи | Клімат Маунт-Айзи | Клімат Маунт-Айзи |
| Показник                | Січ.              | Лют.              | Бер.              | Квіт.             | Трав.             | Черв.             | Лип.              | Серп.             | Вер.              | Жовт.             | Лист.             | Груд.             | Рік               |
| Абсолютний максимум, °C | 46                | 43                | 41                | 37                | 35                | 32                | 32                | 36                | 39                | 42                | 43                | 43                | 46                |
| Середній максимум, °C   | 36                | 35                | 33                | 31                | 27                | 24                | 24                | 27                | 30                | 34                | 36                | 37                | 31                |
| Середня температура, °C | 30                | 29                | 28                | 25                | 21                | 17                | 16                | 18                | 22                | 26                | 29                | 30                | 24                |
| Середній мінімум, °C    | 23                | 23                | 22                | 18                | 14                | 10                | 8                 | 10                | 14                | 18                | 21                | 23                | 17                |
| Абсолютний мінімум, °C  | 15                | 15                | 13                | 8                 | 1                 | −1                | −2                | 0                 | 1                 | 6                 | 10                | 13                | −2                |
| Норма опадів, мм        | 90                | 90                | 60                | 10                | 10                | 0                 | 0                 | 0                 | 0                 | 20                | 20                | 60                | 410               |
| ----------------------- | ----------------- | ----------------- | ----------------- | ----------------- | ----------------- | ----------------- | ----------------- | ----------------- | ----------------- | ----------------- | ----------------- | ----------------- | ----------------- |
| Джерело: Weatherbase    |                   |                   |                   |                   |                   |                   |                   |                   |                   |                   |                   |                   |                   |